# K'awiil

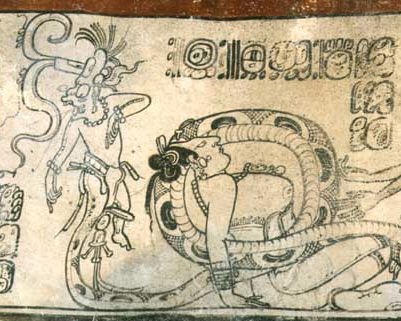
K'awiil umschlingt mit seinem Schlangenbein eine Frau (Abbildung auf einer Keramikvase der klassischen Periode)

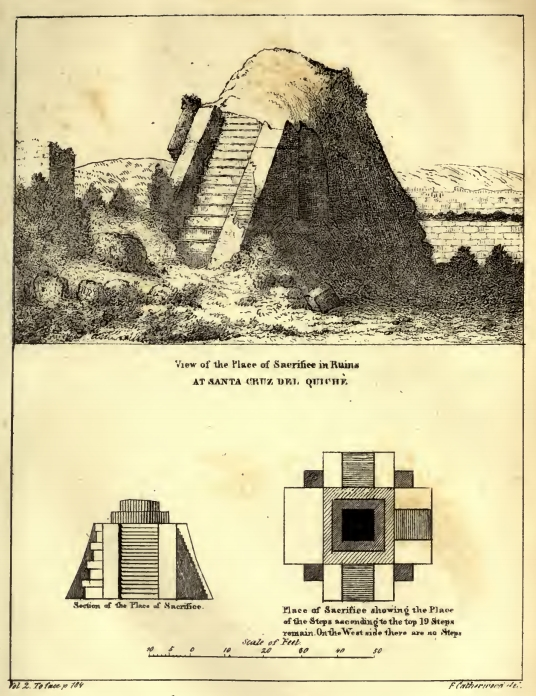
Skizze des Tohil-Tempels in Qumarkaj (Catherwood 1840)

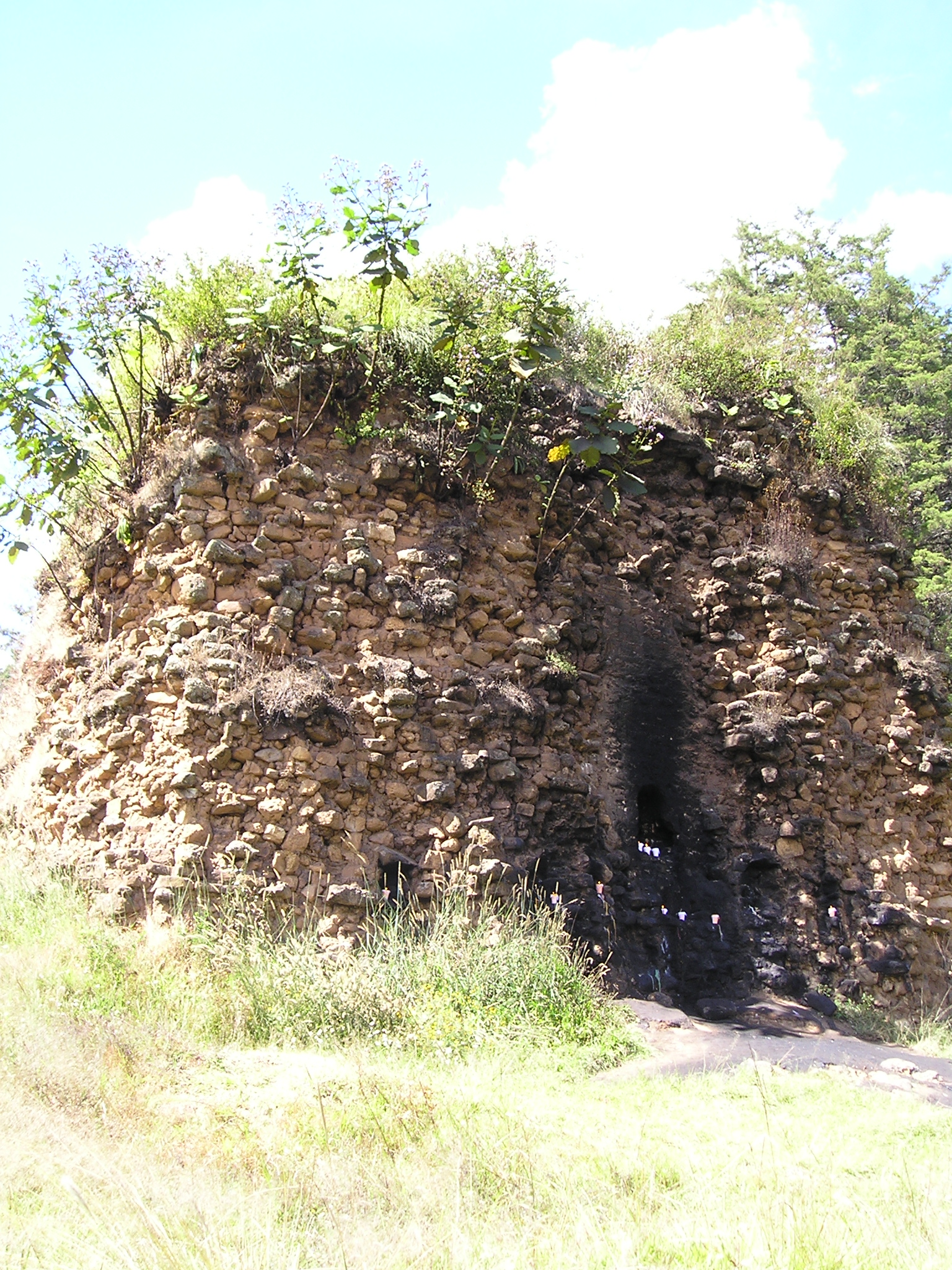
Tempel des Tohil in Qumarkaj (2006)

K'awiil (alternative Namen: Bolon Tzacab, Bolon Dz'acab, Gott K, Kauil, Tohil, Tojil) war in der Mythologie der Maya der Gott der Abstammung bzw. der Gott der Dynasten, aber auch ein feuriger Blitzgott. Er soll auch mit Huracán identisch sein bzw. teilt mit diesem Wesensmerkmale, ebenso wie mit Chaac, mit dem er auch gelegentlich zu einer Gottheit verschmilzt.
K'awiil, auch Kauil oder Kawil, sowie Bolon Tzacab oder Bolon Dz'acab ist unstrittig gleichzusetzen mit Gott K. Er war ein Gott der Klassik und wird sowohl im Codex Dresdensis als auch im Codex Peresianus erwähnt. Während Jones und Molyneaux ihn mit Gott aus der neunten Generation übersetzen und ihn als Gott der Abstammung identifizieren, weiterhin mitteilen, dass in Palenque im Tempel des Blätterkreuzes sein mystisches Geburtsdatum eingraviert ist, bezeichnet ihn Grube als bisher nicht schlüssig enträtselte Gottheit. Dennoch weist auch er ihn als Gott der Dynasten und feurigen Blitzgott aus. K'awiil, so Grube sei auch ein häufiger Namensbestandteil von Herrschern gewesen. Auf K'awiil bezugnehmende Abbildungen finden sich unter anderem auch in Tikal.
Neben Abstammung und Herrschaftslegitimation wurden mit K'awiil auch unstrittig Wetterphänomene assoziiert, was sich auch durch die Wesensverwandtheit mit Huracán und Chaac aufzeigt. Eben wegen dieser Eigenschaften wird er bisweilen mit Tohil oder Tojil gleichgesetzt.
Tohil war er ein postklassischer Gott der Quiche, sein Haupttempel befand sich in Q'umarkaj. Er nimmt im Popol Vuh eine wesentliche Stellung ein und wird auch in den Annalen der Cakchiquel erwähnt. Ihm wurden Menschenopfer dargebracht. Bei einem Kriegszug der Quiché gegen die Cakchiquel von Iximché im 15. Jahrhundert erlitten die Angreifer eine schwere Niederlage. Die siegreichen Cakchiquel nahmen dabei den Quiché auch deren Götterbild des Tojil ab, woraufhin diese nicht mehr wagten, erneut gegen die Cakchiquel auszurücken. Das Reich der Quiché geriet in der Folge 1510 unter Tributzwang des Mexika.
Unter dem Namen Bolon Dz'acab (Bolon Dzacab, Bolon Tzacab) wurde ihm im Buch Chilam Balam von Chumayel eine wichtige, jedoch etwas unklare Rolle in der Kosmologie der Maya zugewiesen.